# Финали-дублеты
Финали-дублеты — в среднекитайском языке пары финалей, различаемые средневековыми рифмовниками и таблицами рифм по неясным фонологическим причинам.

## Описание
В среднекитайских таблицах рифм иероглифы группировались по тонам, финалям и инициалям. Финали в среднекитайском можно разделить на четыре группы, в зависимости от строки, которую они занимают в таблицах рифм. Иероглифы с некоторыми финалями — их называют «смешанными» — могут занимать 2, 3 и 4 строку в рифмовниках. Для ряда смешанных финалей (之, 魚, 虞, 尤, 東 и т. д.) строка, в которой находятся иероглифы с ней, зависит от инициали: вторую строку занимают слова с ретрофлексными сибилянтами, четвёртую — с зубными сибилянтами, третью — с ретрофлексными взрывными, палатальными сибилянтами, а также лабиальными и велярными инициалями.
У некоторых финалей («финалей с дублетами») слова с лабиальными и велярными инициалями могут находиться как в четвёртой, так и в третьей строке таблиц рифм — часто их обозначают буквами A и B соответственно. Например, иероглифы 卑 и 碑 оба имеют инициаль 幫 p- и финаль 支開, но 卑 расположен в четвёртой строке таблицы, а 碑 — в третьей. Фонологический смысл такого разделения является предметом споров.
В ранних нотациях среднекитайского языка (например, за авторством Карлгрена и Ван Ли) финали дублеты не различаются. В современных нотациях они различаются способом записи медиали.

## Рефлексы
В большинстве современных случаев среднекитайские финали-дублеты не различаются в китайских языках или китайских заимствованиях.
К редким случаям различения финалей-дублетов относят:
- во вьетнамском языке — переход губных инициалей в зубные перед дублетами четвёртого ряда (то есть варианта A), но не третьего ряда (B), например:

碑 bi и 卑 ti
珉 mân и 民 dân
- в корейском языке:
  - наличие медиали /-j-/ или гласной /i/ после велярных инициалей перед дублетами четвёртого ряда (типа A):

愆 geon и 遣 gyeon
奄 eom и 厭 yeom
- в финали 支B придыхание в губных инициалях, в финали 支A — отстутствие придыхания

彼 pi и 卑 bi
- в мандаринском языке — в финали 脂B рефлекс -i, в финали 脂A рефлекс-дифтонг -ei или -uei (в зависимости от огубленности):

備 bèi и 鼻 bí
匱 kuì и 季 jì
- в миньских языках — различия в финалях 真開, 真合, 仙合; например, в хокло:

緊 kín и 巾 kṳn
麇 kun и 均 kṳn
- в японском языке:
  - в чтениях го-он различаются дублеты финали 真開

緊 kin и 巾 kon
- в древнеяпонском языке в системе манъёгана с помощью финалей-дублетов различаются древнеяпонские гласные

- в кантонском языке с различием финалей-дублетов связывают случаи вроде 彌 nèih и 糜 mèih

## Фонетическая природа
Фонетическая природа финалей-дублетов — предмет дискуссий в китайской исторической лингвистике. В большинстве нотаций дублеты четвёртого ряда (типа A) условно обозначаются дополнительной или изменённой медиалью -i- (то есть как -j- или -ji-).
Чжэнчжан Шанфан и Пань Уюнь считают, что в дублетах третьего ряда была дополнительная медиаль ɣ~ɯ~ɻ~ɨ. Например, финаль 支A они реконструируют как -ie, а финаль 支B — как -ɣie, -ɯie, -ɻie, -ɨe (в зависимости от конкретной работы используются разные обозначения).